# Anette Rohmann
Anette Rohmann (* 1972) ist eine deutsche Psychologin.

## Leben
Von 1992 bis 1998 studierte sie Diplom-Psychologie an der Universität Münster. 2000 hatte sie einen Forschungsaufenthalt an der Universität Blaise Pascal Clermont-Ferrand II. Nach der Promotion 2002 zum Dr. phil. in Münster war sie dort von 2002 bis 2009 wissenschaftliche Assistentin. Nach der Habilitation 2009 (venia legendi Psychologie) lehrte sie von 2009 bis 2011 als Professorin für Sozialpsychologie an der Fachhochschule Münster. Seit September 2011 lehrt sie als Universitätsprofessorin des Lehrgebiets Community Psychology an der FernUniversität in Hagen.
Ihre Forschungsschwerpunkte sind Akkulturation, Förderung interkultureller Kompetenzen, Abbau von Vorurteilen und erfolgreiche Gestaltung des Theorie-Praxis Austauschs.

## Schriften (Auswahl)
- Akkulturation von statusgleichen Gruppen. Eine sozialpsychologische Analyse am Beispiel der Deutschen und Franzosen in der Europäischen Union. Norderstedt 2003, ISBN 3-8334-0401-9.
- mit Agostino Mazziotta und Verena Piper: Interkulturelle Trainings. Ein wissenschaftlich fundierter und praxisrelevanter Überblick. Wiesbaden 2016, ISBN 3-658-12872-0.
- als Herausgeberin mit Stefan Stürmer: Die Flüchtlingsdebatte in Deutschland – sozialpsychologische Perspektiven. Berlin 2018, ISBN 3-631-74449-8.